# 휘루
휘루는 대한민국의 인디 음악인이다. 록 밴드 3호선 버터플라이 출신이며, 서울대 국악과를 졸업했다. 영화 《...ing》의 〈그녀에게〉로 데뷔했으며, 2008년 겨울에는 《소공녀뮤직》이라는 인디음반 레이블을 차리고, 솔로 음반 《민들레코러스》를 발표하여 인디뮤지션으로 활동하고있다.

## 음반 목록

### 정규 음반
1. 민들레코러스 (2008년 11월 4일)

### 참가 작품
- 영화 ...ing O.S.T (2004)
테마곡 〈그녀에게〉 (휘루 작사,곡)
- 3호선버터플라이 - Time Table (2004년 1월 10일)
〈말해요, 우리〉 (휘루 작사)
〈안녕, 나의 눈부신 비행기〉 (휘루 작사,곡)
- crying nut - 고물라디오 (2002년)
〈귀뚜라미 별곡〉 (휘루 작사)
- crying nut - OK 목장의 젖소 (2006년)
〈물밑의 속삭임〉 (feat. 심수봉) (휘루 작사, 작곡)